# Queda de Antuérpia
A queda de Antuérpia em 17 de agosto de 1585 ocorreu durante a Guerra dos Oitenta Anos, após um cerco que durou mais de um ano, de julho de 1584 a agosto de 1585. A cidade de Antuérpia foi a capital da nova revolta holandesa dominada pelos protestantes, mas foi forçada a se render às forças espanholas. Pelos termos acordados, todos os protestantes tiveram quatro anos para resolver seus assuntos e deixar a cidade. Muitos migraram para o norte, especialmente para Amsterdã, que se tornou a capital da República Holandesa. Além de perder uma alta proporção de sua população mercantil, o comércio de Antuérpia sofreu por dois séculos, enquanto fortes holandeses bloquearam o rio Scheldt até 1795.

## Contexto
Na época, Antuérpia, na Bélgica moderna, não era apenas a maior cidade holandesa, mas também o centro cultural, econômico e financeiro das Dezessete Províncias e do noroeste da Europa. Em 4 de novembro de 1576, os soldados espanhóis não remunerados se amotinaram: eles saquearam e queimaram a cidade durante o que foi chamado de Fúria Espanhola. Milhares de cidadãos foram massacrados e centenas de casas foram incendiadas. Como resultado, Antuérpia tornou-se ainda mais envolvida na rebelião contra o domínio da Habsburgo na Espanha. A cidade juntou-se à União de Utrecht (1579) e tornou-se a capital da Revolta Holandesa, que não era mais apenas uma rebelião protestante, mas se tornou uma revolta de todas as províncias holandesas.
Aliviado das grandes batalhas com os otomanos no Mediterrâneo, Filipe II da Espanha voltou sua atenção ao levante nos Países Baixos e em 1579 enviou Alessandro Farnese, duque de Parma para chefiar seu exército na Flandres para recuperar o controle sobre a Flandres, Brabante. e as Províncias Unidas. Quando o cerco de Antuérpia começou (1584), a maior parte do condado de Flandres e do ducado de Brabante, incluindo Bruxelas, havia sido recapturada no ano anterior. O exército da Flandres havia sido reforçado nos anos anteriores, tanto em quantidade quanto em qualidade, e em 1585 havia 61.000 homens armados.

## O cerco começa

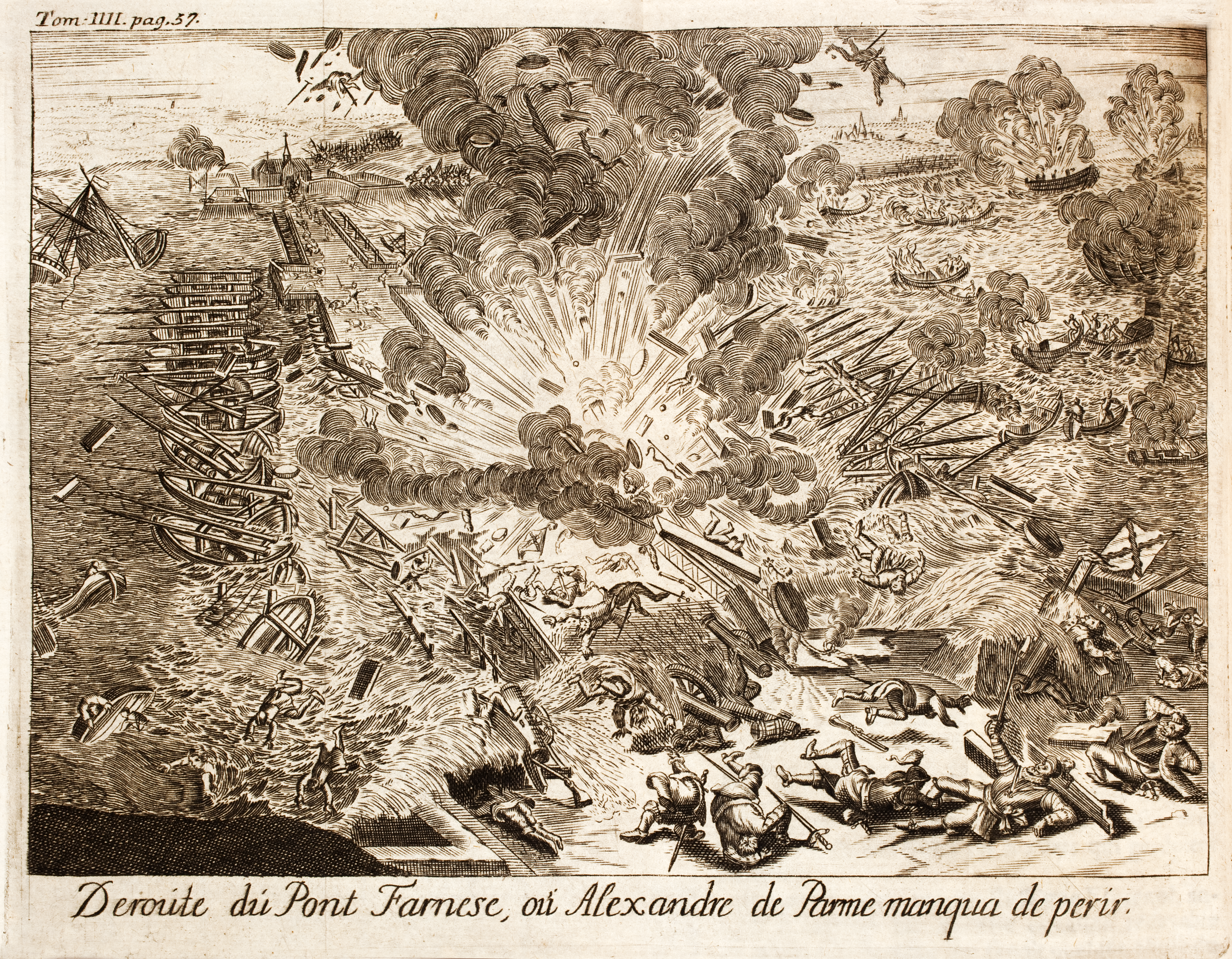
Parma quase morreu durante o ataque à sua ponte do pontão em 1585. Família Strada: História da guerra dos Païs-Bas, 1727.

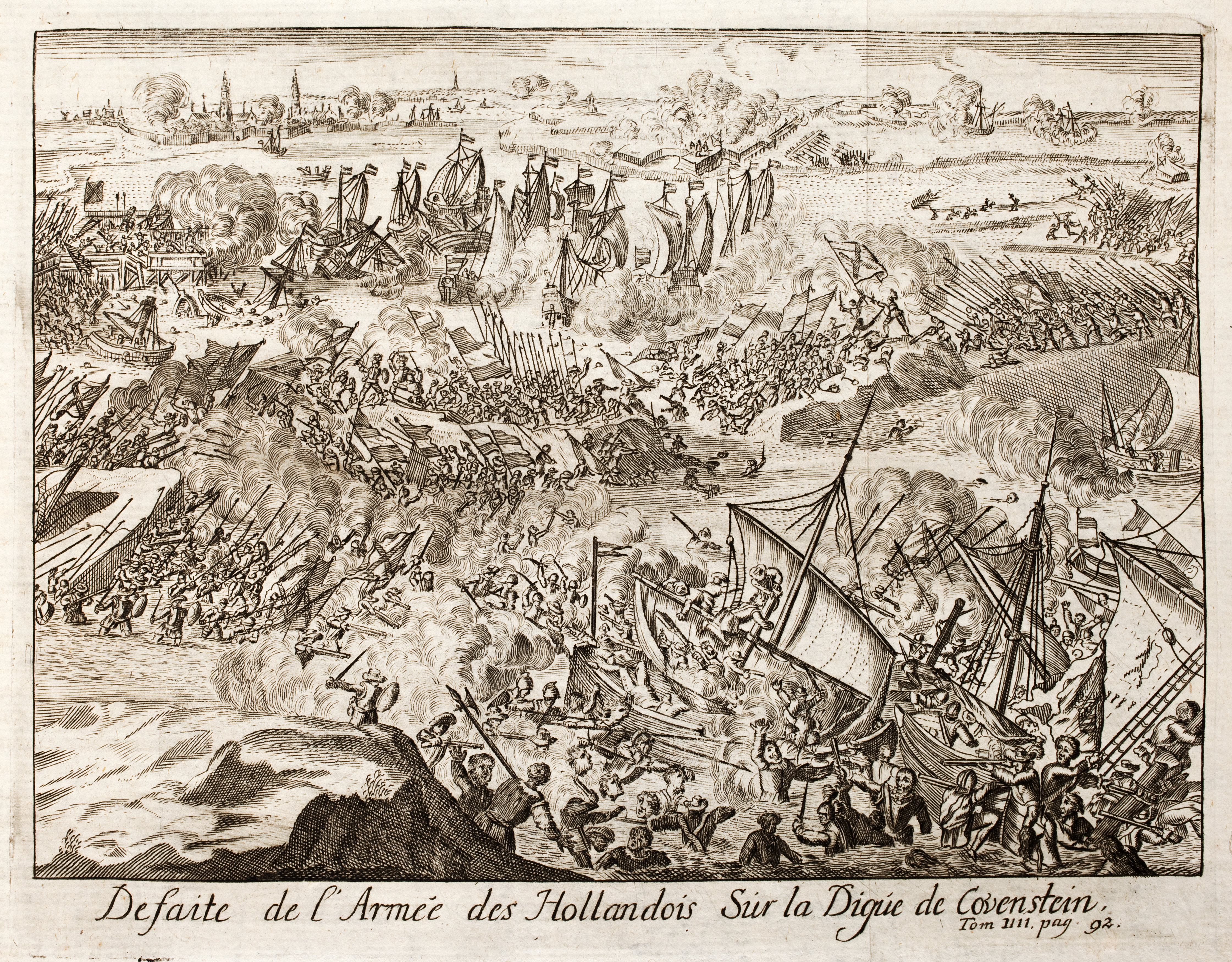
Derrota dos rebeldes em Kouwensteinsedijk, perto da ponte do pontão, em 26 de maio de 1585. Lamberecht Causé na Família Strada Histoire da guerra dos Païs Bas, 1727.

Durante a retomada de Flandres e Brabant, Parma melhorou a logística do exército espanhol na Flandres, investindo ainda mais no que é chamado de "Rota Espanhola". Era uma estrada principal que levava ao norte das propriedades dos Habsburgos no norte da Itália para os Países Baixos, protegida por fortes construídos em intervalos estratégicos, para fornecer ao exército um fluxo confiável de suprimentos. Quando o cerco de Antuérpia começou, o exército de Parma foi bem suprido. A primeira etapa do cerco viu linhas de cerco construídas ao redor de Antuérpia e fortes construídos ao longo do estuário de Scheldt.
A segunda etapa consistiu em iniciar um longo cerco a Antuérpia e construir uma ponte sobre o Scheldt, fechando efetivamente as vias navegáveis da cidade. A ponte, uma façanha única da engenharia de cerco na época, consistia em um forte forte (reforçado com canhões) em cada lado do Scheldt com uma ponte de pontões conectados (pinturas mostram barcos a remos consideráveis) correndo entre eles. (Acredita-se que esta ponte tenha 730m de comprimento.)
Em resposta ao fechamento do Scheldt por esta ponte, os holandeses inundaram as planícies adjacentes ao Scheldt, submergindo efetivamente a maioria das estradas em áreas dispersas e deixando fortes espanhóis inundados ou isolados em pequenas ilhas. Apesar de os holandeses usarem essas planícies de inundação para tentar recuperar o controle sobre os Scheldt (usando remos de baixo calado e barcos a vela com pequenas posições de canhão), a posição espanhola manteve-se firme, pois muitos dos fortes espanhóis haviam sido equipados com canhões tropas de qualidade. Várias tentativas foram feitas pelos holandeses para direcionar "navios de bombeiros" para a ponte de pontões espanhola, mas as tropas estacionadas nos fortes adjacentes conseguiram empurrá-los para fora do curso com lanças - embora com grande perda de vidas quando os navios de bombeiros explodiram. Dizem que 800 espanhóis foram mortos, sendo Caspar de Robles uma das vítimas.
Ao mesmo tempo, os rebeldes enviaram o Finis Bellis ("Fim da Guerra"), uma enorme plataforma flutuante na qual eles depositavam grandes esperanças, contra a ponte, mas a missão falhou. No final, os holandeses abandonaram seus esforços, considerando Antuérpia uma causa perdida.

## Entrega
Em 17 de agosto de 1585, Antuérpia se rendeu. Após o cerco, a frota holandesa no rio Scheldt foi mantida em posição, bloqueando o acesso da cidade ao mar e impedindo o comércio internacional. Parma colocou tropas castelhanas experientes em Antuérpia para garantir que a cidade não caísse nas mãos do inimigo. A moderação das demandas de Parma e o comportamento de suas tropas foram uma surpresa completa, devido ao sangramento do cerco e ao tumulto de 1576. Parma emitiu ordens estritas para não saquear a cidade. As tropas espanholas se comportaram impecavelmente e a população protestante de Antuérpia recebeu quatro anos para resolver seus assuntos antes de partir.
Alguns retornaram ao catolicismo romano, mas muitos se mudaram para o norte e terminaram o que havia sido um século de ouro para a cidade. Da população pré-cerco de 100.000 pessoas, apenas 40.000 permaneciam. Muitos dos habilidosos comerciantes de Antuérpia foram incluídos na migração protestante para o norte, estabelecendo as bases comerciais para a "Idade de Ouro Holandesa" subsequente das Províncias Unidas do norte. Embora a cidade tenha retornado à prosperidade, o bloqueio holandês do transporte comercial no Scheldt permaneceu em vigor e impediu a cidade de recuperar sua antiga glória. O bloqueio foi mantido pelos próximos dois séculos e foi um elemento importante e traumático na história das relações entre a Holanda e o que viria a ser a Bélgica.